# Authari
| „ | Der var i sandhed en vidunderlig ting i langobardernes rige. Der blev ikke øvet nogen voldsomhed, der blev ikke lagt baghold, ingen tilbageholdte andre på uretfærdig vis, ingen plyndrede, der fandt ingen plyndringer sted, ingen røverier, enhver gik hvorhen han ville, i tryghed og uden frygt | “ |
|   | — Paulus Diaconus, Historia gentis Langobardorum |   |

Authari (ca. 540 – 5. september, 590) var en langobardisk konge der regerede fra 584 til sin død i 590.

## Valg af konge
Efter hans far Clephs død i 574 valgte de langobardiske hertuger ikke en ny konge, men valgte i stedet selv at regere de næste ti år uden konge. I 574 eller 575 begik langobarderne den fejl at invaderer Provence, som på daværende tidspunkt var en del af kongeriget Burgund under merovingerkongen Guntram. Guntram allieret sig da med hans nevø, Childebert – kongen af Austrasien som til gengæld for invasionen af Provence invaderede Lombardiet. Frankerne fulgte floden Adige ind i Italien og indtog byen Trento. Den byzantinske kejser Tiberius åbnede da forhandlinger med frankerne for at se om de ikke kunne skabe en allierede sig mod langbarderne og langbarderne der nu så hele deres eksistens truet af en krig på to fronter valgte da hertugen Authari som deres konge. Kongen blev givet den gamle hovedstad Pavia samt lovet halvdelen af hertugernes landområder (demesne), om end deres vilje til at efterleve det sidste var mangelfuld.

## Krig med frankerne
Authari viste sig at være den kapable leder langobarderne havde brug for og igennem hans regeringstid lykkedes det ham at konsolidere langobardernes rige mod alle dets fjender.  Han brugte hele sin regentperiode på at føre krig mod frankerne, grækerne (byzantinerne) og forskellige langobardiske oprører. Hans første afgørende opgave var at underkaste den oprørske hertugen Droctulf af Brescello som havde allieret sig med grækerne og nu herskede over Podalen. Efter han havde sendt ham på flugt, brugte han de resterende seks år på at føre krig, skiftevis mod grækernes eksarkat i
Ravenna Smaragdus, og de frankiske merovingerkonger.
Guntram  og Childebert mente ikke de havde fået nok ud af deres succesfulde invasion i Lombardiet og truede flere gange med yderligere invasioner, trusler som de to gange førte ud i livet. Authari prøvede sig med en alliance med frankerne som skulle cementeres med et ægteskab med Childeberts søster Klotsuinda. Men frankernes magtfulde og krigeriske dronningemoder Brunhilda afslog, officielt med den begrundelse at en mand der bekendte sig til den arianske kristne retning ikke kunne gifte sig med en katolik, men bag afslaget var nok så meget et ønske om at videreføre krigen og måske pres fra pave Pelagius (Klotsuinda blev i stedet gift til goterne i Spanien).
I 588 modstod Authari et nyt angreb fra frankerne og vendte da sin strategi mod en alliance med bavarierne, som ligeledes var frankernes fjende og i samme år blev Authari forlovet med prinsesse Theodelinda af Bavarien (som også var katolik) og gift i 589. I 590 fornyet frankerne og grækerne deres alliance og frankerne strømmede igen over Alperne. Guntram ledte hans hær over Mont Cenis og Childebert hans styrker gennem Brennerpasset og Milano og Verona faldt til frankerne. Men frankerne formåede alligevel ikke at sikre varige fremskridt; grækernes hær mødte ikke op med frankernes, de to frankiske hære formåede ikke engang at samles. I stedet var de frankiske styrker dårligt disciplineret og de blev ramt af pest. Authari befæstede sig i Pavia og snart var frankerne tvunget til at trække sig tilbage uden at have besejret langobarderne.
Authari døde pludseligt og uventet den 5. september 590, sandsynligvis som følge af et giftmord udført af en sammensværgelse ved hoffet.

## Ægteskab
Den 15. maj 589 fejrede Authari og Theodelinda deres ægteskab i Verona. Selv om ægteskabet kun skulle vise sig at vare et enkelt år, indtil Authari døde i 590, så skulle hun få stor betydning for langobardernes religiøse tilhørssted, idet hun startede eller stærkt fremmede den katolske omvending af langobarderne. Efter Autharis død blev hun gift med langibardernes næste konge Agilulf.